# Золльшвиц (Гёда)

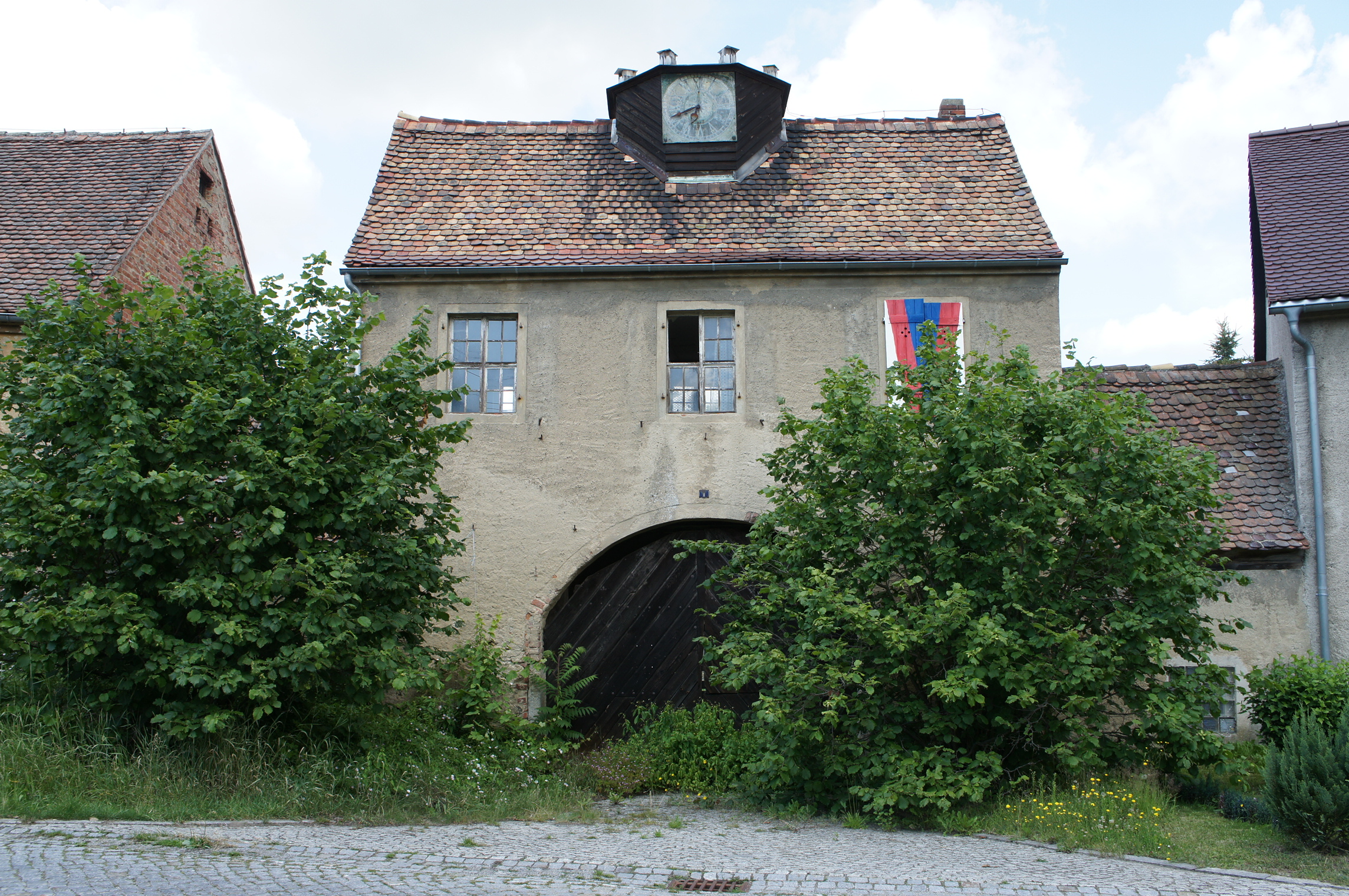
Здание бывшей усадьбы. Памятник культуры и истории земли Саксония

Зо́лльшвиц или Су́льшецы (нем. Sollschwitz; в.-луж. Sulšecyо файле) — деревня в Верхней Лужице, Германия. Входит в состав коммуны Гёда района Баутцен в земле Саксония. Подчиняется административному округу Дрезден.

## География
Находится около четырёх километров на север от города Будишин на обоих берегах реки Шварцвассер (Чорница).
Соседние населённые пункты: на севере — деревня Гаслов, на юге — деревни Мышецы и Пречецы, на западе — деревня Чорнецы и на северо-западе — деревня Бачонь.

## История
Впервые упоминается в 1359 году под наименованием Martinus de Schulsewicz.
С 1936 по 1994 года входила в состав коммуны Пришвиц. С 1994 года входит в современную коммуну Гёда.
В настоящее время деревня входит в состав культурно-территориальной автономии «Лужицкая поселенческая область», на территории которой действуют законодательные акты земель Саксонии и Бранденбурга, содействующие сохранению лужицких языков и культуры лужичан.
Исторические немецкие наименования:
- Martinus de Schulsewicz, 1359
- Sulschewicz, 1389
- Solschewicz, 1394
- Sulßwitz, 1419
- Schulsewitcz, 1430
- Tscholschewitz, 1499
- Solschicz, 1506
- Sulßwitz, 1519
- Solßwitz, 1522
- Solschwicz, 1534
- Sollschwitz, 1791

## Население
Официальным языком в населённом пункте, помимо немецкого, является также верхнелужицкий язык.
Согласно статистическому сочинению «Dodawki k statisticy a etnografiji łužickich Serbow» Арношта Муки в 1884 году проживало 120 человек (из них — 116 серболужичанина (97 %)).
| 1834 | 1871 | 1890 | 1910 | 1925 | 2006 | 2016 |
| ---- | ---- | ---- | ---- | ---- | ---- | ---- |
| 121  | 119  | 105  | 114  | 126  | 131  | 127  |

## Достопримечательности
Памятники культуры и истории земли Саксония
- Усадебный дом, сторожка и остатки ограждения, д. 1а, 1833 год (№ 09252246)
- Мост через реку Шварцвассер, XIX век (№ 09250269);
- Дорожный каменный указатель, XIX век (№ 09252242);
- Конюшня, д. 12, 1800 год (№ 09252244);
- Конюшня, д. 15, 1820 год (№ 09252243);